# Fontinalis pseudosquamosa
Fontinalis pseudosquamosa là một loài Rêu trong họ Fontinalaceae. Loài này được (Cardot ex H. Möller) Giacom. mô tả khoa học đầu tiên năm 1947.